# Przeginia (herb szlachecki)
Przeginia (Przegonia) – polski herb szlachecki.

## Opis herbu
W polu czerwonym między dwoma półksiężycami złotymi, barkami ku sobie w słup taki sam miecz na opak w słup, w klejnocie pół smoka ziejącego ogniem, na którym prostopadle do paszczy taki sam miecz i półksiężyce jak na tarczy

## Najwcześniejsze wzmianki
Znany jest zapis z 1398 i jedna pieczęć średniowieczna z 1421 i 1424 Piotra Wolframa, kanonika krakowskiego.
Herb ten uważany jest za odmianę herbu Ostoja ze względu na podobieństwo i miejsce występowania.

## Herbowni
Bartkowski, Bątkowski, Blizicki, Bortkiewicz, Bratkowski, Domaracki, Dulski, Dyako, Dzwonkowski, Epimach, Fiedorowicz, Głodowski, Gołuski, Hryncewicz, Hryniewicki, Hryniewiecki, Hrynkiewicz, Huba, Hube, Kowalikowski, Kowalkowski, Kryński, Kryski, Ktahelski, Lisowski, Lissowski, Nićwieciński, Niewieściński, Nikonowicz, Odloczyński, Piechowicz, Plewaka, Plewako, Przegaliński, Przegon, Przegoń, Przepałkowski, Przezdomski, Sieracki, Strzegocki, Wietrzyński, Wolfram, Zakobielski, Zołczycki, Zwiartowski, Zwonkowski, Żołczycki, Żółcic.